# Indolipa indiensis
Indolipa indiensis är en insektsart som först beskrevs av Van Stalle 1991.  Indolipa indiensis ingår i släktet Indolipa och familjen kilstritar. Inga underarter finns listade i Catalogue of Life.